# Hotel d'Entitats (Arbúcies)
Hotel d'Entitats és una obra neoclàssica d'Arbúcies (Selva) inclosa a l'Inventari del Patrimoni Arquitectònic de Catalunya.

## Descripció
L'edifici consta d'una planta baixa, primer i segon pis, golfes i un pati a la part posterior. Es tracta d'una construcció d'estil neoclàssic amb un gran frontó que corona la part superior del cos central. Les obertures són rectangulars amb un marc motllurat pintat de color ocre que ressalta amb el blanc de la paret. A la planta baixa, els vertex de la part superior del marc són en punt rodó, hi ha tres portes i dues finestres.
La façana està delimitada en tres cossos marcats per tres falses pilastres de carreus pintades també en ocre igual que la cornisa i els tres balcons del primer pis, fets d'obra.
A la part superior, per damunt la cornisa hi ha quatre pinacles decoratius en forma de gerret, pintats de blanc, i al centre, a la punta del frontó una mena de petxina que fa la mateixa funció decorativa.
L'interior ha estat totalment reformat per a ubicar-hi la Seu de les diferents entitats del poble. A la planta baixa hi ha una sala polivalent i unes escales menen al primer pis dividit amb diferents espais i sales de reunions. Una gran obertura de vidre dona sortida al pati del darrere.

## Història
A principis de la dècada de 1860 es tingué la necessitat de construir un nou edifici escolar, la qual cosa significà que en el ple municipal del 28 de setembre de 1963 es nomenés una comissió per portar a terme el projecte. L'edifici es construí sobre uns terrenys (de 18.800 pams quadrats de superfície) donats per la Maria Dolors Pasqual, vídua de Roquer amb la finalitat de construir una escola per a nens i habitació pel mestre. La construcció fou adjudicada a l'arquitecte Carles Lambert de Roquer i costà 9.217,34 pessetes. Les obres de l'edifici començaren el novembre de 1864 i es van acabar el mes d'agost del 1865, sota la direcció del mestre d'obres Sebastià Ferreras, i en les quals hi treballaren d'entre 12 i 20 obrers. Aquest edifici escolar va complir la seva funció de centre docent fins a l'any 1916, quan es varen construir les noves escoles prop de la Capella de la Pietat, després de desestimar la idea de la seva rehabilitació per encabir l'escola de nenes.
Des d'aquest moment fins al 1934, se sap que l'edifici fou utilitzat per a allotjar colònies d'estudiants a l'estiu i també s'hi impartien cursos i s'hi celebraven exposicions. En el Ple Municipal del 27 de gener de 1935, la Junta Gestora, que des del 13 d'octubre de 1934 i per imposició militar, regia el municipi, decideix convertir en caserna les escoles velles. En el mateix Ple es presenta i s'aprova el projecte d'habilitació de l'edifici redactat per l'aqruitecte Isidre Bosch Bataller, així com el pressupost de les obres que s'iniciaren immediatament i van durar fins a l'agost del 1935. El cost va ser de 31.784,40 ptes. més 1.064,80 ptes. del projecte arquitectònic. L'edifici com a Caserna de la Guàrdia Civil fou desocupat el desembre de 1997.
Des de principis de l'any 1998 es començà a plantejar el nou ús de l'edifici i les persepectives de futur de la infraestructura. Després de diferents consultes amb col·lectius i entitats de la vila, estava clar que l'edifici estaria destinat a usos públics. Finalment, el 4 d'abril de 1998 s'inaugurà la remodelació de l'antiga caserna com a seu de les diverses entitats del poble.